# Essai de détermination du point de ramollissement d'un enduit à chaud
Dans le domaine du marquage routier, l’essai de détermination du point de ramollissement d’un enduit à chaud permet de déterminer sa plasticité.
Cet indicateur traduit en d’autres termes la capacité et les modalités de mise en œuvre d’un enduit à chaud.

## Descriptif de l’essai
Voir le descriptif de l’essai.
Le point de ramollissement est la température à laquelle une couche donnée d'enduit à chaud présente une déformation donnée sous l'action d'une bille en acier d’une masse de 13,9 grammes.